# Babelsberg (album)
Babelsberg je páté sólové studiové album velšského hudebníka Gruffa Rhyse. Vydáno bylo 8. června roku 2018 společností Rough Trade Records. První píseň z alba, která dostala název „Frontier Man“, byl zveřejněna 10. dubna 2018. K písni byl rovněž natočen environmentálně laděný videoklip, jehož režisérem byl Ryan Owen Eddleston. Deska byla nahrána již počátkem roku 2016 ve studiu producenta Aliho Chanta, a to nedlouho před jeho demolicí. Následně album osmnáct měsíců „hibernovalo“ a čekalo na orchestrální aranžmá od Stephena McNeffa, která následně nahrál dvaasedmdesátičlenný soubor BBC National Orchestra of Wales. Na albu hrál například bubeník Kliph Scurlock ze skupiny The Flaming Lips, stejně jako multiinstrumentalisté Stephen Black a Osian Gwynedd.

## Seznam skladeb
1. Frontier Man
2. The Club
3. Oh Dear!
4. Limited Edition Hearts
5. Take That Call
6. Drones in the City
7. Negative Vibes
8. Same Old Song
9. Architecture of Amnesia
10. Selfies in the Sunset

## Obsazení
- Gruff Rhys – zpěv, kytara
- Stephen McNeff – orchestrace, aranžmá
- Stephen Black – baskytara
- Kliph Scurlock – bicí
- Osian Gwynedd – klavír
- Lisa Jên – zpěv
- Mirain Hâf – zpěv
- BBC National Orchestra of Wales